# Støvring Gymnasium
Støvring Gymnasium er et gymnasium beliggende i Støvring i Nordjylland. Gymnasiet har omkring 500 elever.
Gymnasiet blev grundlagt i 1978, og eksisterede i sit første leveår under navnet Løvvangsgymnasiet, med base i en del af stueetagen på Løvvangsskolen i Nørresundby, og blev frem til 2006 drevet af Nordjyllands Amt. Siden har det været en selvejende institution. I 1980 flyttede gymnasiet til de nuværende bygninger i Støvring.
Gymnasiet er indrettet med et stort, gennemgående fællesareal, der bidrager til det sociale miljø på tværs af klasser og årgange. Det er et typisk oplandsgymnasium, som har elevtilgang fra det meste af Midt- og Østhimmerland, herunder Nibe, Arden, Bælum, Skørping, Klarup, Dall Villaby, Ferslev og Svenstrup. Skolens liv omfatter blandt andet fredagscaféer, årlig gallafest, idrætsdag og et årligt melodi grand prix for 1g'erne, hvor retten til at vælge sofagrupper i fællesarealet er på spil. Enkelte af skolens undervisere har været på stedet siden skolens allerførste år.[kilde mangler]

## Rektorer
- 1978-1999: Per Thomsen
- 1999-: Jens Nielsen